# Robert Frucht
Robert Wertheimer Frucht (Brno, 9 de agosto de 1906 — 26 de junho de 1997) foi um matemático teuto-chileno.
Seus campos de pesquisa foram principalmente a teoria dos grafos e o automorfismo de grafos.

O grafo de Frucht

Em 1908 sua família mudou-se de Brno (atualmente na República Tcheca) para Berlim. Frucht entrou na Universidade de Berlim em 1924, interessado em estudar geometria diferencial, mas estudou teoria dos grupos influenciado por seu orientador de doutorado Issai Schur, obtendo o doutorado em 1931. Sem conseguir ingressar na carreira acadêmica devido à sua nacionalidade tcheca, tornou-se atuário em Trieste, mas abandonou a Itália em 1938, por causa das leis raciais então em vigor. Mudou-se para a Argentina, onde moravam parentes de sua mulher, tentando seguir então para os Estados Unidos, mas sua atuação extra-acadêmica impediu-o de obter o visto. Nesta ocasião Robert Breusch, um matemático alemão que trabalhava no Chile e estava mudando-se para os Estados Unidos, convidou-o para ocupar seu posto na Universidade Técnica Federico Santa María em Valparaíso, onde Frucht iniciou a trabalhar em 1939. Na Universidade Técnica Federico Santa María Frucht tornou-se chefe do Departamento de Matemática, de 1948 a 1968, tornando-se professor emérito em 1970.
Frucht é conhecido pelo teorema de Frucht, estabelecendo que todo grupo pode ser realizado formado como o grupo de simetrias de um grafo indireto, e pelo grafo de Frucht, umdos dois menores grafos cúbicos sem simetrias não triviais. A notação LCF, um método para descrever caminhos hamiltoniano cúbicos, foi denominado com as iniciais de Joshua Lederberg, Harold Scott MacDonald Coxetere Frucht, seus principais desenvolvedores.